# 草埔村
22°14′45″N 120°47′33″E / 22.2458794°N 120.792458°E
草埔村，是臺灣屏東縣獅子鄉所轄的8個村之一，位在獅子鄉東側。人口691人，與內獅村、獅子村、丹路村、內文村、臺東縣達仁鄉安朔村、森永村相鄰。

## 交通

### 公路
省道
- 台9線南迴改
- 台9戊線南迴公路

### 客運
- 屏東客運
- 國光客運 1778路